# The Consumation
The Consumation – drugi oficjalny album zespołu Hurt wydany przez niezależną wytwórnię.

## Lista utworów
1. House Of Cards – 4:10
2. Unclean – 4:06
3. Loded  – 3:32
4. Et Al... – 4:28
5. Still - 3:00
6. Alone With The Sea – 4:18
7. Omission – 3:42
8. The Consumation - 5:17
9. Cold Inside – 4:15
10. Velvet Rolls Royce – 3:49
11. Somnambulist – 2:40
12. The Old Mission – 4:42